# Saint Louis City SC
Il Saint Louis City Soccer Club è un club calcistico statunitense con sede nella città di Saint Louis (Missouri), militante nella Major League Soccer dal 2023; disputa le proprie partite casalinghe allo stadio CityPark, impianto da 22.500 posti a sedere.

## Storia
La città di Saint Louis vanta una storia più che centenaria nell'attività calcistica iniziata nel 1890 con la fondazione della lega di calcio St. Louis Association Foot Ball League e la successiva St. Louis Soccer League.
Il 20 agosto 2019 la Major League Soccer ha annunciato che Saint Louis si sarebbe unito alla lega come ventinovesima franchigia e avrebbe iniziato a giocare nella stagione 2023.
Nell'agosto 2020 è stato svelato il nome della franchigia, St. Louis City SC (in breve St. Louis City), insieme al logo ed ai futuri colori sociali.
Il 5 gennaio 2022 Bradley Carnell è stato annunciato come il primo allenatore capo del St. Louis City SC ed il 1º febbraio Selmir Pidro ha firmato come primo acquisto della società del Missouri. Il 25 febbraio 2023 il St. Louis City SC ha vinto la partita d'esordio nella Major League Soccer contro l'Austin FC per 3–2.

## Colori
I colori sociali dalla società sono il city red (una tonalità di fucsia derivata dal rosso della bandiera cittadina) ed il blu. Gli stessi colori sono storicamente utilizzati anche dalla squadra di baseball dei St. Louis Cardinals militanti nella MLB.
- Casa

| Adidas 2023-2024 |  | Adidas 2025-2026 |

- Trasferta

| Adidas 2023 |  | Adidas 2024-2025 |

### Simboli
Lo stemma della franchigia è uno scudo che sintetizza e sovrappone il Gateway Arch con la confluenza dei fiumi Missouri e Mississippi, confluenza già rappresentata nella bandiera della città di St. Louis.

## Stadio
Nel febbraio 2020 i proprietari del St. Louis City SC hanno annunciato la costruzione di uno stadio di proprietà da 22 500 posti, situato nel centro di Saint Louis, costruito esclusivamente per disputare le partite di calcio.
Il 16 febbraio 2022 è stata annunciata una partnership di quindici anni con la Centene Corporation, che avrebbe portato a ribattezzare lo stadio in Centene Stadium. 

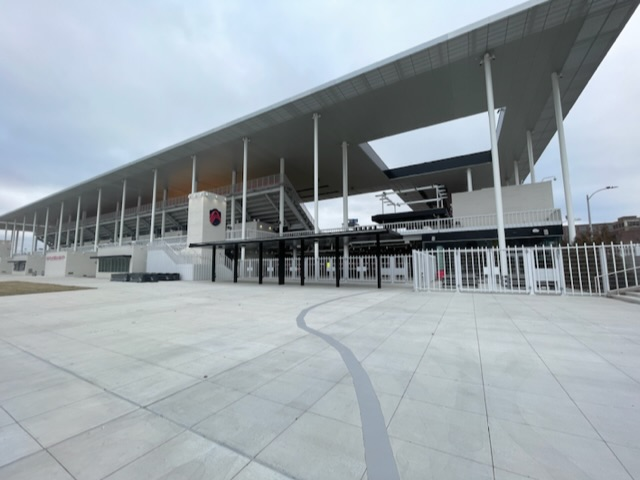
Veduta esterna del CityPark, Saint Louis

Lo stadio avrebbe dovuto aprire nel settembre 2022 con due partite programmate del St. Louis City 2, la squadra di sviluppo del St. Louis City, ma un'interruzione di corrente causata da un progetto di costruzione non correlato, ha costretto il rinvio delle partite a il posticipo dell'apertura dello stadio.
Il 25 ottobre 2022, la società ha annunciato che il nome sarebbe stato cambiato in CityPark. Centene, che aveva cercato di tagliare i costi, si è ritirata come sponsor dei diritti di denominazione otto mesi dopo aver accettato l'accordo.
La prima partita casalinga della MLS per il St. Louis City è stata giocata il 4 marzo 2023, contro il Charlotte FC, conclusasi con una vittoria per 3-1 del St. Louis City.

## Società
Il gruppo della proprietà è composto dalla presidente Carolyn Kindle Betz (Enterprise Holdings Foundation), Jo Ann Taylor Kindle (Enterprise Rent-A-Car Company) e Jim Kavanaugh (World Wide Technology), quest'ultimo già proprietario dei Saint Louis Football Club in USL Championship.

### Organigramma
- Carolyn Kindle Betz - Presidente e proprietario
- Jo Ann Taylor Kindle - Proprietario
- Jim Kavanaugh - Proprietario
- Lutz Pfannenstiel - Direttore sportivo
- Khalia Collier - Vicepresidente
- Matt Sebek - Dirigente
- Tim Twellman - Consulente
- Charles Renken - Consulente
- Elvir Kafedzic - Consulente

### Sponsor
| Cronologia degli sponsor tecnici - 2021-oggi Adidas |

### Giovanili
il St. Louis City ha schierato una squadra di riserva nella nuova lega MLS Next Pro, terzo livello della piramide del campionato statunitense di calcio, dalla sua prima stagione nel 2022. Nella stagione d'esordio raggiunge la finale per l'assegnazione del titolo, perdendo per 4-1 dal Columbus Crew 2.

## Allenatori
| Allenatori - 2023 Bradley Carnell - 2024 Bradley Carnell (?-?) John Hackworth(lug.nov. ad interim) - 2025 Olof Mellberg David Critchley(ad interim) |

## Presidenti
| Presidenti - 2019- Carolyn Kindle Betz |

## Organico

### Rosa 2025
Aggiornata al 28 marzo 2025.
| N. |                        | Ruolo | Calciatore          |
| -- | ---------------------- | ----- | ------------------- |
| 1  | Svizzera (bandiera)    | P     | Roman Bürki         |
| 3  | Stati Uniti (bandiera) | C     | Jake Girdwood-Reich |
| 4  | Svezia (bandiera)      | C     | Joakim Nilsson      |
| 5  | Stati Uniti (bandiera) | D     | Henry Kessler       |
| 6  | Norvegia (bandiera)    | C     | Conrad Wallem       |
| 7  | Rep. Ceca (bandiera)   | C     | Tomáš Ostrák        |
| 8  | Stati Uniti (bandiera) | C     | Chris Durkin        |
| 9  | Brasile (bandiera)     | A     | Klauss              |
| 10 | Germania (bandiera)    | C     | Eduard Löwen        |
| 11 | Stati Uniti (bandiera) | A     | Simon Becher        |
| 12 | Brasile (bandiera)     | C     | Célio Pompeu        |
| 13 | Stati Uniti (bandiera) | D     | Michael Wentzel     |
| 14 | Stati Uniti (bandiera) | D     | Tomas Totland       |
| 15 | Ghana (bandiera)       | D     | Joshua Yaro         |
| 17 | Germania (bandiera)    | C     | Marcel Hartel       |

| N. |                        | Ruolo | Calciatore         |
| -- | ---------------------- | ----- | ------------------ |
| 20 | Stati Uniti (bandiera) | D     | Akil Watts         |
| 21 | Svezia (bandiera)      | C     | Rasmus Alm         |
| 22 | Canada (bandiera)      | D     | Kyle Hiebert       |
| 27 | Stati Uniti (bandiera) | C     | Alfredo Morales    |
| 28 | Stati Uniti (bandiera) | D     | Miguel Perez       |
| 31 | Stati Uniti (bandiera) | P     | Christian Olivares |
| 32 | Germania (bandiera)    | C     | Timo Baumgartl     |
| 33 | Stati Uniti (bandiera) | C     | Tyson Pearce       |
| 36 | Germania (bandiera)    | A     | Cedric Teuchert    |
| 38 | Germania (bandiera)    | D     | Jannes Horn        |
| 39 | Germania (bandiera)    | P     | Ben Lundt          |
| 46 | Stati Uniti (bandiera) | A     | Caden Glover       |
| 59 | Stati Uniti (bandiera) | C     | MyKhi Joyner       |
| 71 | Stati Uniti (bandiera) | D     | Joseph Zalinsky    |
| 99 | Stati Uniti (bandiera) | D     | Jayden Reid        |

### Rosa 2024
Aggiornata al 2 aprile 2024.
| N. |                        | Ruolo | Calciatore        |
| -- | ---------------------- | ----- | ----------------- |
| 1  | Svizzera (bandiera)    | P     | Roman Bürki       |
| 2  | Stati Uniti (bandiera) | D     | Jake Nerwinski    |
| 4  | Svezia (bandiera)      | C     | Joakim Nilsson    |
| 6  | Sudafrica (bandiera)   | D     | Njabulo Blom      |
| 7  | Rep. Ceca (bandiera)   | C     | Tomáš Ostrák      |
| 8  | Stati Uniti (bandiera) | C     | Chris Durkin      |
| 9  | Brasile (bandiera)     | A     | Klauss            |
| 10 | Germania (bandiera)    | C     | Eduard Löwen      |
| 11 | Stati Uniti (bandiera) | A     | Simon Becher      |
| 12 | Brasile (bandiera)     | C     | Célio Pompeu      |
| 13 | Stati Uniti (bandiera) | D     | Anthony Markanich |
| 14 | Stati Uniti (bandiera) | D     | Tomas Totland     |
| 15 | Ghana (bandiera)       | D     | Joshua Yaro       |
| 19 | Stati Uniti (bandiera) | C     | Indiana Vassilev  |

| N. |                        | Ruolo | Calciatore           |
| -- | ---------------------- | ----- | -------------------- |
| 20 | Stati Uniti (bandiera) | D     | Akil Watts           |
| 21 | Svezia (bandiera)      | C     | Rasmus Alm           |
| 22 | Canada (bandiera)      | D     | Kyle Hiebert         |
| 25 | Stati Uniti (bandiera) | C     | Aziel Jackson        |
| 26 | Stati Uniti (bandiera) | D     | Tim Parker           |
| 29 | Islanda (bandiera)     | A     | Nökkvi Þeyr Þórisson |
| 31 | Stati Uniti (bandiera) | P     | Christian Olivares   |
| 33 | Stati Uniti (bandiera) | C     | Tyson Pearce         |
| 36 | Germania (bandiera)    | A     | Cedric Teuchert      |
| 38 | Germania (bandiera)    | D     | Jannes Horn          |
| 39 | Germania (bandiera)    | P     | Ben Lundt            |
| 40 | Stati Uniti (bandiera) | D     | Michael Wentzel      |
| 46 | Stati Uniti (bandiera) | A     | Caden Glover         |
| 85 | Giappone (bandiera)    | C     | Hōsei Kijima         |

### Rosa 2023
Aggiornata al 17 gennaio 2023.
| N. |                        | Ruolo | Calciatore        |
| -- | ---------------------- | ----- | ----------------- |
| 1  | Svizzera (bandiera)    | P     | Roman Bürki       |
| 2  | Stati Uniti (bandiera) | D     | Jake Nerwinski    |
| 4  | Svezia (bandiera)      | C     | Joakim Nilsson    |
| 6  | Sudafrica (bandiera)   | D     | Njabulo Blom      |
| 7  | Rep. Ceca (bandiera)   | C     | Tomáš Ostrák      |
| 8  | Stati Uniti (bandiera) | C     | Jared Stroud      |
| 9  | Brasile (bandiera)     | A     | Klauss            |
| 10 | Germania (bandiera)    | C     | Eduard Löwen      |
| 12 | Brasile (bandiera)     | C     | Célio Pompeu      |
| 13 | Stati Uniti (bandiera) | D     | Anthony Markanich |
| 14 | Stati Uniti (bandiera) | D     | John Nelson       |
| 15 | Ghana (bandiera)       | D     | Joshua Yaro       |
| 16 | Stati Uniti (bandiera) | A     | Samuel Adeniran   |

| N. |                                 | Ruolo | Calciatore       |
| -- | ------------------------------- | ----- | ---------------- |
| 17 | Bosnia ed Erzegovina (bandiera) | D     | Selmir Pidro     |
| 18 | Stati Uniti (bandiera)          | C     | Owen O'Malley    |
| 19 | Stati Uniti (bandiera)          | C     | Indiana Vassilev |
| 20 | Stati Uniti (bandiera)          | D     | Akil Watts       |
| 21 | Svezia (bandiera)               | C     | Rasmus Alm       |
| 22 | Canada (bandiera)               | D     | Kyle Hiebert     |
| 23 | Stati Uniti (bandiera)          | D     | Jon Bell         |
| 25 | Stati Uniti (bandiera)          | C     | Aziel Jackson    |
| 26 | Stati Uniti (bandiera)          | D     | Tim Parker       |
| 30 | Danimarca (bandiera)            | C     | Isak Jensen      |
| 39 | Germania (bandiera)             | P     | Ben Lundt        |
| 46 | Stati Uniti (bandiera)          | A     | Caden Glover     |
|    | Germania (bandiera)             | C     | Max Schneider    |

### Staff tecnico
- Olof Mellberg - Allenatore
- John Miglarese - Vice-Allenatore
- Elvir Kafedžić - Vice-Allenatore
- Andreas Schumacher - Allenatore Academy
- Lutz Pfannenstiel - Direttore sportivo